# Monster (album de Future)
Pour les articles homonymes, voir Monster.
Albums de Future
Honest
(2014) Beast Mode
(2015)
Singles
1. Monster
Sortie : 4 octobre 2014
2. Hardly
Sortie : 27 octobre 2014
3. Mad Luv
Sortie : 5 janvier 2015
4. Radical
Sortie : 12 janvier 2015
5. My Savages
Sortie : 26 janvier 2015
6. Gangland
Sortie : 23 février 2015
7. Codeine Crazy
Sortie : 23 février 2015
8. Fuck Up Some Commas
Sortie : 27 mars 2015
9. Wesley Presley
Sortie : 18 mai 2015

Monster est la neuvième mixtape du rappeur américain Future. Elle est sortie le 28 octobre 2014. Metro Boomin est le producteur exécutif de la mixtape.

## Liste des titres
| 1.    | Intro                        |                               | 1:00 |
| 2.    | Radical                      | Metro Boomin                  | 3:29 |
| 3.    | Monster                      | Metro Boomin, Southside       | 3:39 |
| 4.    | Abu's Boomin (skit)          |                               | 1:33 |
| 5.    | Fuck Up Some Commas          | DJ Spinz, Southside           | 3:36 |
| 6.    | Throw Away                   | Nard & B                      | 5:18 |
| 7.    | After That (feat. Lil Wayne) | Southside, TM88               | 2:53 |
| 8.    | My Savages                   | Will A Fool                   | 3:24 |
| 9.    | 2 Pac                        | Nard & B                      | 3:21 |
| 10.   | Gangland                     | DJ Plugg, Bobby Kritical      | 3:01 |
| 11.   | Fetti                        | Metro Boomin, TM88, Southside | 3:43 |
| 12.   | Hardly                       | Southside                     | 2:37 |
| 13.   | Wesley Presley               | Metro Boomin                  | 2:26 |
| 14.   | Showed Up                    | DJ Spinz, TM88                | 3:22 |
| 15.   | Mad Luv                      | Metro Boomin, DJ Plugg        | 3:14 |
| 16.   | Codeine Crazy                | TM88                          | 5:52 |
| 49:32 |                              |                               |      |